# Lan Xingyu
Lan Xingyu (en chino: 兰星宇; 1997) es un deportista chino que compite en gimnasia artística. Ganó una medalla de oro en el Campeonato Mundial de Gimnasia Artística de 2021, en la prueba de anillas.

## Palmarés internacional
| Campeonato Mundial | Campeonato Mundial | Campeonato Mundial | Campeonato Mundial |
| Año                | Lugar              | Medalla            | Prueba             |
| ------------------ | ------------------ | ------------------ | ------------------ |
| 2021               | Kitakyushu (Japón) | Medalla de oro     | Anillas            |